# دمير كول تشنغر (ماهرو)
دمیر کول تشنغر (بالفارسية: دمرکول چنگر) هي قرية تقع في إيران في قسم ماهرو الریفي.